# Duke Dumont
Adam Dyment, znany jako Duke Dumont – brytyjski DJ oraz producent muzyczny. Popularność zyskał po wydaniu singla "Need U (100%)", który nagrał wraz z A*M*E w 2013 roku.

## Kariera

### 2007-2011: Początki kariery
Kariera Duka zaczęła się od remiksowania utworów popowych. W 2007 wydał swój pierwszy album pod tytułem "Regality EP" dla Turbo Recordings. W 2010, skompilował album "FabricLive.51" dla klubu Fabric w Londynie.
W 2011 wyprowadził się z Londynu i przeprowadził w okolice Hertfordshire, gdzie posiada swoje studio.

### 2012-dziś: Przebój
W 2012 Duke Dumont wydał dwa albumy dla Turbo Recordings, "For Club Play Only Vol. 1" i "Vol. 2", które zostały odtworzone w radiu BBC Radio 1 przez Annie Mac i Fearne Cotton oraz Trevora Nelson na BBC Radio 1Xtra. W tym samym roku wydał remiksy utworów "Your Dreams, Your Love" wykonanych przez AlunaGorge'a oraz "The Keepers" Santigold.
23 marca 2013, Duke wydał singiel "Need U (100%)" który nagrał z wokalistką A*M*E. Utwór osiągnął szczyt na UK Singles Chart oraz na listach przebojów w Belgii i Holandii. Wideo nakręcone do utworu, które zostało umieszczone na serwisie YouTube, ma ponad 38 miliony wyświetleń. Jego utwór "I Got U" nagrany z Jaxem Jonesem i Kelli-Leigh ma około 290 milionów wyświetleń.
Jego kolejny utwór pt; "Ocean Drive", wydany 31 lipca 2015 roku, pokrył się złotem w Wielkiej Brytanii, czterokrotną platyną w Australii oraz zajął najwyższą pozycję 1. na amerykańskiej liście US Dance Club Songs. W Polsce singiel ten uzyskał status diamentowej płyty.

## Single
- 2013: "Need U (100%)" (gościnnie: A*M*E)
- 2014: "I Got U" (oraz Jax Jones i Kelli-Leigh)
- 2014: "Won't Look Back"
- 2015: "The Giver (Reprise)"
- 2015: "Ocean Drive"
- 2016: "Be Here"
- 2016: "Worship"
- 2017: "Real Life (oraz Gorgon City i NAATIONS)"
- 2018: "Inhale" (oraz Ebenezer)
- 2018: "Runway"
- 2019: "Red Light Green Light" (oraz Shaun Ross)